# Thinadhoo (Vaavu-atol)
Thinadhoo is een van de bewoonde eilanden van het Vaavu-atol behorende tot de Maldiven.

## Demografie
Thinadhoo telt (stand maart 2007) 100 vrouwen en 102 mannen.